# Nasenscheidewand

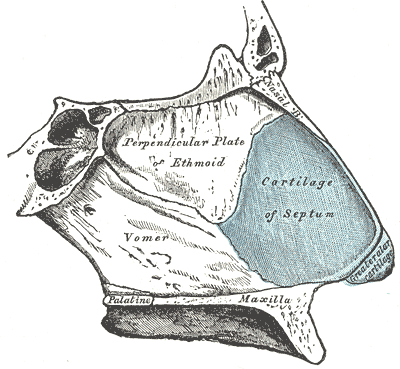
Knöcherne (grau) und knorpelige (blau) Anteile des Nasenseptums, ohne Nasenschleimhaut Sagittalebene, Blick auf rechte Seite.

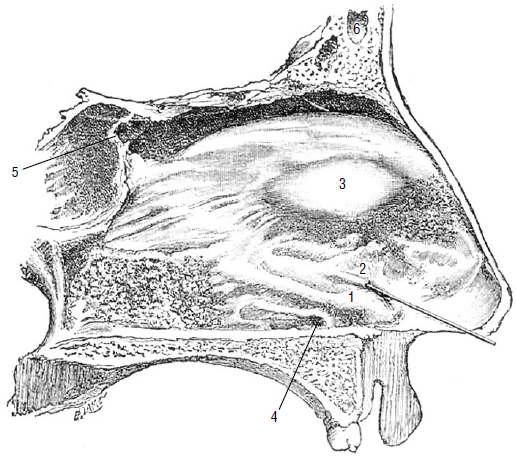
Sagittalschnitt 1: Paraseptalknorpel (Cartilago paraseptalis); 2: Öffnung zum Jacobson-Organ, in welche eine Sonde vorgeschoben wurde; 3: Tuberculum septi nasi; 4: Ductus nasopalatinus (Stensonscher Gang); 5: Mündung der Keilbeinhöhle (Sinus sphenoidalis) im Recessus sphenoethmoidalis; 6: Sinus frontalis.

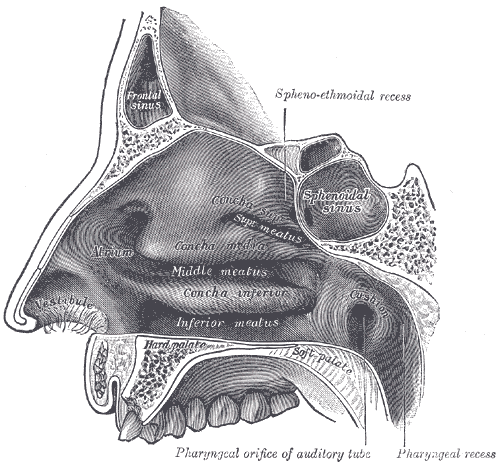
Der Nasenscheidewand gegenüber, sprich hiervon jeweils lateral, liegen weitere Strukturen der Nasenhöhle, ebenfalls in Sagittalebene, Blick auf rechte Seite

Die Nasenscheidewand (lateinisch Septum nasi, deutsch somit oft auch Nasenseptum) ist die mittelständige Trennwand der Nase. Sie besteht aus der häutigen Pars membranacea, dem Nasenscheidewandknorpel (Cartilago septi nasi), einem oberen knöchernen Anteil des Siebbeins (Lamina perpendicularis ossis ethmoidalis) und einem unteren knöchernen Anteil, dem Pflugscharbein (Vomer). Im vorderen Bereich der Nasenscheidewand befindet sich ein Blutgefäßgeflecht, der Locus Kiesselbachi.
Die Nasenscheidewand bildet die Begrenzung der beiden Nasenhöhlen. Sie befindet sich in einer knöchernen Führungsrinne des Oberkiefers median in der Nasenhöhle und kann mehr oder weniger von der Mittellinie abweichen. Durch ihren anatomischen Aufbau sorgt die Nasenscheidewand gemeinsam mit den seitlich gelegenen Nasenwänden und den beiden Nasenhaupthöhlen für eine optimale Luftzirkulation. Zudem sorgt der knöcherne Teil der Nasenscheidewand für ein stabiles Nasengerüst und verhindert so einen Zusammenbruch der knorpeligen Strukturen. Im Bereich des Übergangs zwischen Nasenknorpel und Pflugscharbein ist das Septum nasi verdickt, was vor allem bei Erwachsenen zu einer Behinderung der Nasenatmung führen kann.

## Klinik

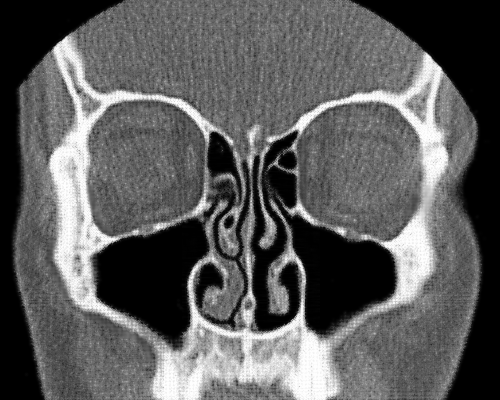
Nasenscheidewand in einer frontalen CT-Aufnahme, mittig zeigt sich die Scheidewand, jeweils davon lateral u. a. die Conchae nasales (die rechten – links im Bild – sind angeschwollen), Meatus nasi
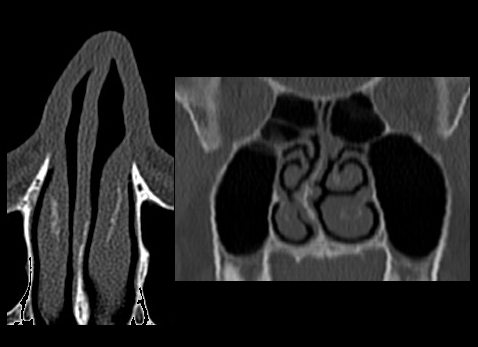
Nasenscheidenwandverkrümmung – das rechte Nasenloch ist durch die Fehlbildung zu eng – CT Aufnahmen aus zwei Perspektiven der gleichen Nase

Bei Einblutung in die Nasenscheidewand, z. B. infolge einer Nasenbeinfraktur, bildet sich ein Septumhämatom. Bei einem Schlag auf die Nase kann der knorpelige Anteil der Nasenscheidewand aus seiner knöchernen Führungsrinne herausgleiten (Subluxation).
Eine Abweichung von der Mittellinie (seitliche Verlagerung, Verformung) wird als Septumdeviation (Nasenscheidewandverkrümmung) bezeichnet. Sie kommt bei sehr vielen Menschen vor und führt in der Regel zu asymmetrischen Strömungsverhältnissen in beiden Nasenhälften beim Einatmen und zu Geräuschen beim Ausatmen. Das bedeutet gegebenenfalls eine Behinderung der Nasenatmung und kann lageabhängig Schnarchen erzeugen oder massiv verstärken. Eine operative Korrektur ist unkompliziert möglich.

## Operation

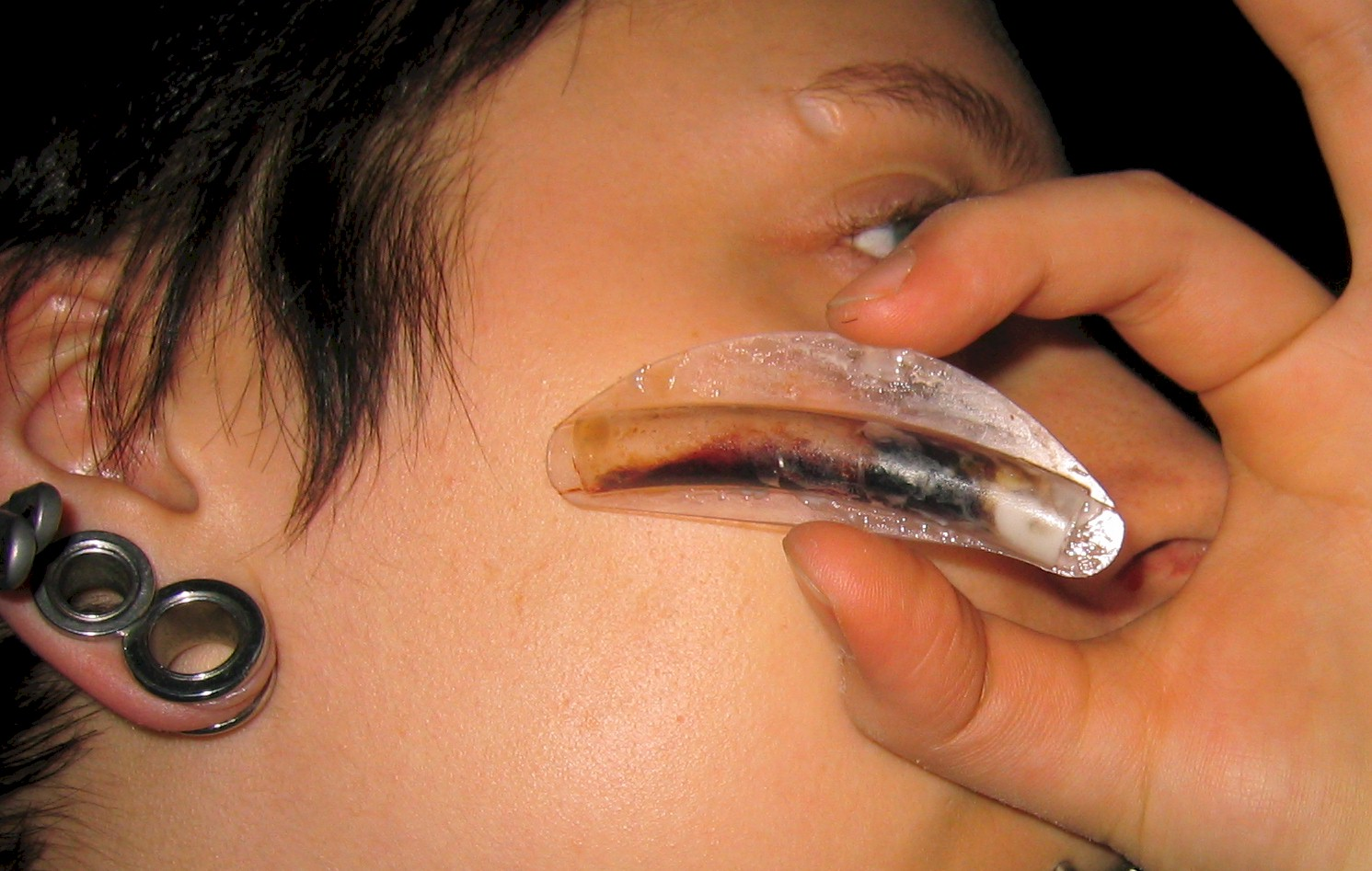
Doyle Splint mit Airway, der nach Korrektur einer Septumdeviation anstelle einer Tamponage eingesetzt wurde. Der Splint ist sehr weich und biegsam; er kann daher schnell und nahezu schmerzfrei entfernt werden.

Sie wird in der HNO-heilkundlichen Fachsprache Septumplastik oder Septumresektion genannt. Der Eingriff findet durch die Nasenöffnungen statt. Dabei wird der falsch stehende Knorpel oder Knochen der Nasenscheidewand begradigt und in der Mitte platziert, wobei man unter der Nasenschleimhaut arbeitet. Die Operation wird in den meisten Fällen unter Allgemeinanästhesie durchgeführt. Sie kann auch unter örtlicher Betäubung erfolgen. Nach dem Eingriff wird Tamponade in beide Nasengänge gelegt, um die Blutung zu stoppen und die Nasenscheidewand in der Mitte zu fixieren. Diese wird vom Arzt nach einigen Tagen erneuert oder entfernt.